# Hippotion delicata
Hippotion delicata är en fjärilsart som beskrevs av Rothschild och Jordan 1915. Hippotion delicata ingår i släktet Hippotion och familjen svärmare. Inga underarter finns listade i Catalogue of Life.